# Oldebroek (gemeente)

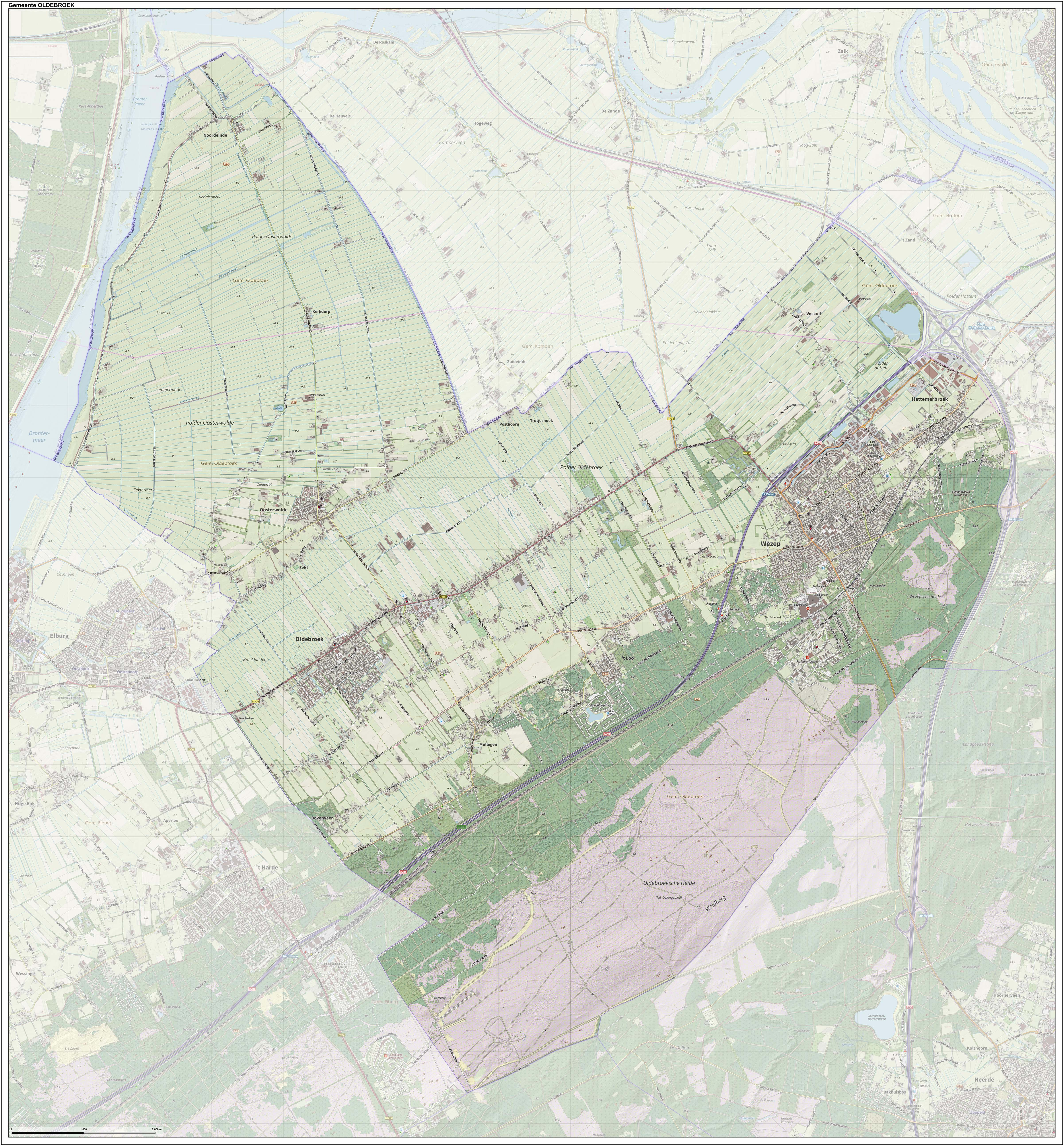
Topografische gemeentekaart van Oldebroek, december 2015

Oldebroek (uitspraakⓘ) is een gemeente in de Nederlandse provincie Gelderland. De gemeente telt 24.281 inwoners (22 november 2024, bron: CBS) en heeft een oppervlakte van 98,78 km². Hoofdplaats is de gelijknamige kern Oldebroek.
Binnen de gemeente ligt station Wezep, er net buiten station 't Harde.

## Overige kernen
Bovenveen, Eekt, Hattemerbroek, Kerkdorp, 't Loo, Mullegen, Noordeinde, Oosterwolde, Posthoorn, Lapstreek, Voskuil, Wezep en Trutjeshoek.

## Politiek

### Gemeenteraad
De gemeenteraad van Oldebroek bestaat uit 19 zetels. Hieronder de behaalde zetels per partij bij de gemeenteraadsverkiezingen sinds 1994:
| Gemeenteraadszetels           | Gemeenteraadszetels | Gemeenteraadszetels | Gemeenteraadszetels | Gemeenteraadszetels | Gemeenteraadszetels | Gemeenteraadszetels | Gemeenteraadszetels | Gemeenteraadszetels |
| Partij                        | 1994                | 1998                | 2002                | 2006                | 2010                | 2014                | 2018                | 2022                |
| ----------------------------- | ------------------- | ------------------- | ------------------- | ------------------- | ------------------- | ------------------- | ------------------- | ------------------- |
| ChristenUnie                  | 6                   | 6                   | 6                   | 6                   | 6                   | 6                   | 7                   | 6                   |
| Algemeen Belang Oldebroek     | -                   | -                   | -                   | -                   | 3                   | 4                   | 3                   | 4                   |
| Christelijk Verbond Oldebroek | -                   | -                   | -                   | -                   | -                   | -                   | -                   | 3                   |
| CDA                           | 4                   | 4                   | 4                   | 4                   | 3                   | 3                   | 3                   | 2                   |
| SGP                           | 3                   | 3                   | 4                   | 3                   | 4                   | 4                   | 4                   | 2                   |
| VVD                           | 2                   | 2                   | 2                   | 1                   | 1                   | 1                   | 1                   | 1                   |
| Duurzaam Oldebroek            | -                   | -                   | -                   | -                   | -                   | -                   | -                   | 1                   |
| PvdA                          | 4                   | 4                   | 3                   | 5                   | 2                   | 1                   | 1                   | -                   |
| Totaal                        | 19                  | 19                  | 19                  | 19                  | 19                  | 19                  | 19                  | 19                  |

- De ChristenUnie werd tot 1998 gevormd door het GPV en de RPF.

### College van B&W
Tanja Haseloop-Amsing is sinds 2019 burgemeester van de gemeente Oldebroek. Zij is lid van de VVD. In de coalitieperiode 2022-2026 zijn tot wethouder benoemd: Liesbeth Vos-Van de Weg (CU), Ben Engbers (SGP) en Beerd Flier (CDA) met een minimale meerderheid van 10 zetels. In juni 2025 trok de SGP zich terug vanwege een verruiming van het evenementenbeleid tot in de zondag.

## Bekende Oldebroekenaars
- Freek Jansen (1992), politicus
- René Ruitenberg (1970), voormalig marathonschaatser, voorganger
- Nel Snel (1908-1987), actrice
- Henk van Ulsen (1927-2009), acteur
- Dries van Wijhe (1945), marathonschaatser en wielrenner
- Lana Wolf (1975), zangeres

## Aangrenzende gemeenten
| Aangrenzende gemeenten | Aangrenzende gemeenten | Aangrenzende gemeenten | Aangrenzende gemeenten | Aangrenzende gemeenten |
| ---------------------- | ---------------------- | ---------------------- | ---------------------- | ---------------------- |
| Dronten (Fl)           |                        | Kampen (O)             |                        | Hattem                 |
|                        |                        |                        |                        |                        |
|                        |                        |                        |                        |                        |
|                        |                        |                        |                        |                        |
| Elburg                 |                        | Epe                    |                        | Heerde                 |

## Monumenten en beelden
In de gemeente zijn er een aantal rijksmonumenten, gemeentelijke monumenten en oorlogsmonumenten, zie:
- Lijst van rijksmonumenten in Oldebroek (gemeente)
- Lijst van rijksmonumenten in Oldebroek (plaats)
- Lijst van gemeentelijke monumenten in Oldebroek
- Lijst van oorlogsmonumenten in Oldebroek
- Lijst van beelden in Oldebroek

Dorpen: Hattemerbroek · Kerkdorp · 't Loo · Noordeinde · Oldebroek · Oosterwolde · Wezep

Buurtschappen: Bovenveen · Duinkerken · Eekt · Mullegen · Posthoorn · Trutjeshoek · Voskuil · Zuideinde (deels)

Gelderland: Steden en dorpen in Gelderland      Nederland: Provincies · Gemeenten
Aalten · Apeldoorn · Arnhem · Barneveld · Berg en Dal · Berkelland · Beuningen · Bronckhorst · Brummen · Buren · Culemborg · Doesburg · Doetinchem · Druten · Duiven · Ede · Elburg · Epe · Ermelo · Harderwijk · Hattem · Heerde · Heumen · Lingewaard · Lochem · Maasdriel · Montferland · Neder-Betuwe · Nijkerk · Nijmegen · Nunspeet · Oldebroek · Oost Gelre · Oude IJsselstreek · Overbetuwe · Putten · Renkum · Rheden · Rozendaal · Scherpenzeel · Tiel · Voorst · Wageningen · West Betuwe · West Maas en Waal · Westervoort · Wijchen · Winterswijk · Zaltbommel · Zevenaar · Zutphen
Steden en dorpen · Voormalige gemeenten · Nederland: Provincies · Gemeenten